# Macleod Point
Der Macleod Point ist eine Landspitze, die das südöstliche Ende der Insel Liège Island im westantarktischen Palmer-Archipel markiert.
Noch unbenannt ist die Landspitze erstmals auf einer argentinischen Landkarte aus dem Jahr 1957 verzeichnet. Luftaufnahmen der Hunting Aerosurveys Ltd. aus den Jahren von 1956 bis 1957 dienten 1959 dem Falkland Islands Dependencies Survey einer erneuten Kartierung. Das UK Antarctic Place-Names Committee benannte sie 1960 nach dem schottisch-kanadischen Physiologen John James Rickard Macleod (1876–1935), dem Mitentdecker des Insulins.